# Julia Cartwright Ady
Julia Mary Cartwright Ady (7 novembre 1851 - 28 avril 1924) est une historienne et critique d'art britannique dont les travaux portent sur la Renaissance italienne.

## Jeunesse
Cartwright Ady est née à Edgcote, Northamptonshire, dans une famille du Northamptonshire, fille de Richard Aubrey Cartwright et de l'honorable Mary Fremantle, fille de Thomas Fremantle (1er baron Cottesloe) . Elle reçoit une éducation anglicane libérale et est scolarisée à domicile en art, littérature, langues, danse et musique .
Cartwright Ady développe très tôt une fascination pour l'art, en particulier pour la Renaissance italienne. Son cousin William Cornwallis Cartwright est un collectionneur d'art et un partisan du Risorgimento italien, et Cartwright Ady visite régulièrement sa maison à Aynhoe Park où elle a son premier contact avec les œuvres des maîtres anciens . La collection de son cousin comprend des peintures de Murillo, Canaletto, Spagnoletto et Albano . Cartwright Ady lit beaucoup dès son plus jeune âge, couvrant des textes italiens historiques, des fictions contemporaines et des publications d'art britanniques actuelles. Elle admire beaucoup la poésie de Robert Browning et son recueil Men and Women (1855) avec ses poèmes ' Fra Filippo Lippi ' et ' Andrea del Sarto ', inspirés des peintres italiens de la Renaissance, est particulièrement influent. Elle est également une lectrice avide  de John Ruskin, George Eliot et des premières écritures et poésies italiennes telles que Savonarole et Torquato Tasso .
En 1868, elle parcourt la France, l'Autriche et l'Italie avec sa famille .

## Critique d'art et publications
Cartwright Ady est un auteur respecté et une autorité sur l'art qui écrit pour les principaux périodiques d'art et publie 23 livres sur l'art et l'histoire .
En 1871, Cartwright Ady rédige un article dans Aunt Judy's Magazine, et écrit également pour le Monthly Packet, et pour une série de "The Lives of the Saints". Elle lit des ouvrages sur l'art de la Renaissance, notamment ceux d'Anna Jameson, John Ruskin, Charles Lock Eastlake, Walter Pater, et particulièrement la Nouvelle histoire de la peinture en Italie de Joseph Archer Crowe (en) et Giovanni Battista Cavalcaselle. En 1873, Cartwright Ady soumet un article sur Giotto au Macmillan's Magazine, qui est refusé à l'époque, mais parait dans le New Quarterly en 1877. Cartwright continue à écrire des critiques d'art pour des revues telles que The Portfolio et The Magazine of Art. Elle visite l'Italie au moins trois fois dans les années 1870 et à l'une de ces occasions rencontre le révérend William Henry Ady qu'elle persuade de prendre le poste de recteur à Edgcote et l'épouse en 1880 .
En 1881, Cartwright Ady publie sa première monographie d'histoire de l'art, Mantegna and Francia, et écrit plus tard des livres sur Sandro Botticelli  et Raphaël ,.
Les livres les plus célèbres de Cartwright Ady sont ses biographies d'Isabelle d'Este  la mécène de l'art de la Renaissance, et de sa sœur cadette, Béatrice d'Este .
Cartwright Ady souligne la vie des femmes dans d'autres écrits, notamment des livres sur Dorothy Sidney, maîtresse d'Edmund Waller, Henriette d'Angleterre, sœur de Charles II, Baldassare Castiglione et Christine de Danemark, l'expatriée danoise passionnée d'art.
En 1901, elle publie Les Peintres de Florence du XIIIe au XVIe siècle  et en 1914, Les Jardins italiens de la Renaissance et autres Études ,.
Cartwright Ady contribue à l'érudition de l'art du XIXe siècle, notamment un livre sur la vie de Jean-François Millet  et des écrits sur Joseph Mallord William Turner, Edwin Landseer, James Abbott McNeill Whistler et les préraphaélites, Dante Gabriel Rossetti et Edward Burne-Jones.
Elle est ouverte à certaines formes d'art moderne, mais est choquée par l'exposition postimpressionniste de 1912 montée par Roger Fry aux Grafton Galleries. Sa critique d'art est influencée par Walter Pater et le savoir-faire de Giovanni Morelli, et son amitié avec l'écrivain et auteur d'art Vernon Lee .

## Vie privée
Après la mort de son mari en 1915, Cartwright Ady s'installe à Oxford et y meurt en 1924. Sa fille, Cecilia Mary Ady (1881–1958) est également une historienne de la Renaissance .

## Ouvrages
- Mantegna et France . Londres: Sampson Low & Co., 1881.
- Le chemin des pèlerins de Winchester à Canterbury . . . Avec quarante-six illustrations par A. Quinton . Londres: JS Virtue & Co., 1893.
- Sacharisse ; un compte de Dorothy Sidney, comtesse de Sunderland, sa famille et ses amis, 1617-1684 . Londres: Seeley & Co., 1893.
- Jules Bastien-Lepage . Londres : Seeley and Co., Limited ; New York : Macmillan et Cie, 1894.
- Madame. Une vie d'Henriette, fille de Charles Ier et de la duchesse d'Orléans . Londres: Seeley & Co., 1894.
- Sir Edward Burne-Jones, Bart. Sa vie & son œuvre. Londres: JS Virtue & Co., 1894.
- Les premiers travaux de Raphaël. Londres : Seeley and Co., Limited ; New York : Macmillan et Cie, 1895.
- Raphaël à Rome. Londres : Seeley and Co., Limited ; New York : Macmillan et Cie, 1895.
- GF Watts, académicien royal. Sa vie & son œuvre. Londres: JS Virtue & Co., 1896.
- Jean François Millet. Sa vie et ses lettres. Londres: S. Sonnenschein & Co., 1896.
- Le Christ et sa mère dans l'art italien. Edité par J. Cartwright . . . Avec une introduction de Robert Eyton. LP, Londres: Bliss, Sands & Co., 1897.
- Béatrice d'Este, duchesse de Milan, 1475-1497. Une étude de la Renaissance. Londres : JM Dent & Co., 1899.
- Les Peintres de Florence du XIIIe au XVIe siècle. Londres : John Murray, 1901.
- Isabelle d'Este, marquise de Mantoue, 1474-1539 ; une étude de la Renaissance . Londres : John Murray, 1903.
- La vie et l'art de Sandro Botticelli. Londres: Duckworth & Co., 1904.
- Raphaël. Londres : Duckworth & Co. ; New York: EP Dutton & co., 1905.
- Baldassare Castiglione le parfait courtisan, sa vie et ses lettres, 1478-1529. Londres : John Murray, 1908.
- Court de Hampton. Londres : Wells Gardner & Co., 1910.
- Christine de Danemark, duchesse de Milan et de Lorraine, 1522-1590. Londres : John Murray, 1913.
- Jardins italiens de la Renaissance et autres études. Londres: Smith, Elder & Co., 1914.